# ترسيب (جيولوجيا)

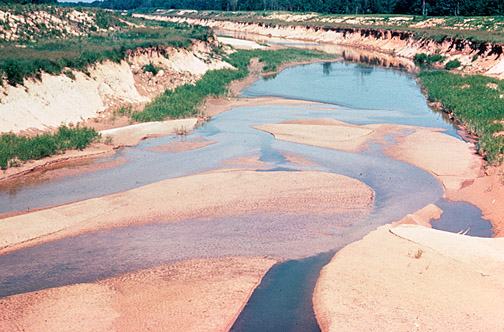

الترسيب أو إثفال هو المرحلة النهائية للعمليات الخارجية إذ يجري ترسيب الفتات الصخري والمواد المذابة بالماء في المنخفضات بواسطة عوامل الترسيب (المياه، والرياح) فتكون مظاهر جيولوجية جديدة من مثل دلتا الأنهار والكثبان الرملية والطبقات الرملية وغيرها.
الترسيب هو اخر العمليات الجيولوجية، ويحدث بعد عمليتا الحت والتعرية.
الترسيب بفعل المياه الجارية:
كلما زادت سرعة التيار المائي قلت حجم الرسوبيات.
الترسيب بفعل الرياح:
و ينتج عنه الكثبان الرملية ويكون الكثبان الرملية دائما عكس اتجاه الرياح.